# Joern Heitmann
Joern Heitmann (* 17. Juni 1968 in Hamburg) ist ein deutscher Regisseur, im Bereich von Musikvideos, Werbespots, Fernsehserien und Spielfilmen.

## Leben
Heitmann arbeitete zunächst als Kamera-Assistent für Film und Fernsehen. Im Jahr 2002 gründete Heitmann mit Alex Kiening, Ingo Georgi und Daniel Lwowski die Katapult Filmproduktion, die Musikvideos, Werbung und TV-Serien produziert.
Regie führte er unter anderem in Musikvideos für die Scorpions, Rammstein, Kreator, Rosenstolz, No Angels, K.I.Z, Guano Apes, Oomph!, Genetikk, Bro’Sis, The Kelly Family, Tic Tac Toe, Jan Delay, Jeanette Biedermann, Lou Bega, In Extremo, Fler, Peter Heppner, Paul van Dyk, Kraftklub, Die Toten Hosen und Sarah Connor.
Im Bereich Werbung arbeitet Heitmann für Coca-Cola, Casio und Porsche.
Des Weiteren drehte Heitmann Trailer für die Fernsehsender Sat.1 und Premiere.
Gemeinsam mit Rainer Matsutani führte er Regie für die Fernsehserie Spides.
Joern Heitmann lebt in Berlin.

## Auszeichnungen
- 2003: VIVA-Comet für das Musikvideo Es tut immer noch weh (Rosenstolz)
- 2005: VIVA-Comet für das Musikvideo Keine Lust (Rammstein)
- 2005: Nagel und Klappe für die visuelle Umsetzung des Filmtitelsongs Wir sind wir zu Das Wunder von Bern – die wahre Geschichte von Peter Heppner und Paul van Dyk